# Hale i Dziedziny
Hale i Dziedziny (od 2 numeru z podtytułem Miesięcznik Ziem Górskich) – czasopismo społeczno-kulturalne, z założenia miesięcznik, które ukazywało się w Polsce w latach 1990-1997. Wydawcą były Związek Podhalan – Oddział Tatrzański oraz Fundacja Podhalańska.

## Historia
Zaczęło ukazywać się w 1990 r. Nr 1 (zwiastun, 15-28 sierpnia) nosił jeszcze podtytuł Dwutygodnik Ziem Górskich, ale już od następnego numeru 2 (październik) pismo stało się miesięcznikiem. Redakcja mieściła się w Krakowie i Zakopanem. Redaktorem naczelnym był Franciszek Bachleda-Księdzulorz, a sekretarzem redakcji Ireneusz Kasprzysiak. Do zespołu redakcyjnego weszli ponadto: Andrzej Gąsienica-Makowski, Emil Kowalczyk, Witold Siemaszkiewicz (redaktor graficzny), a od marca 1991 r. również Bożena Furtakówna. Od pierwszych numerów udało się mu pozyskać renomowanych autorów, jak Urszula Janicka-Krzywda, Jacek Kolbuszewski, Władysław Krygowski, Roman Reinfuss, Tadeusz Staich, ks. Józef Tischner czy Włodzimierz Wnuk.
Pismo wychodziło w gazetowym formacie A3 (42,0 x 29,7 cm), arkusze były zszywane, numer liczył 16 stron. Charakteryzowało się dość wysokim poziomem edytorskim. Początkowo druk był czarno-biały, jedynie pierwsza i ostatnia strona posiadały barwne (zielone) elementy (głównie tytuły), jednak w numerze 27-28 (listopad-grudzień 1992) na tych stronach pojawiły się już kolorowe fotografie, a od następnego numeru 29 (styczeń 1993) cały „okładkowy” arkusz był drukowany w kolorze na papierze kredowym. Pismo miało ambicję ogarnięcia wszystkich rejonów polskich Karpat, jednak w praktyce skupiało się na centralnej części Karpat Zachodnich, głównie na Podtatrzu (Orawa, Podhale, Spisz) i Tatrach. Doraźnie pojawiały się też teksty poświęcone słowackiej stronie Tatr, a nawet terenom poza naszymi obecnymi granicami (Zaolzie, Karpaty Wschodnie). Czasopismo prezentowało różnorodne artykuły o tematyce kulturalnej, historycznej, przyrodniczej i społecznej, wiele miejsca poświęcając biografiom ludzi zasłużonych dla regionu. Publikowało bogatą kronikę, odnotowującą bieżące wydarzenia w regionie.
Z datą 19 września 1993 r. ukazał się numer specjalny (4 strony), poświęcony wyborom do Sejmu i Senatu RP. Jednak z czasem coraz częściej zaczęły ukazywać się numery łączone (za dwa miesiące), liczące 24 strony, a później jedynie 20 stron. Ostatnim numerem, który ukazał się drukiem był numer 68 (7 z 1996 r.). Po nim wydawanie pisma zostało zawieszone i dotychczas (2019 r.) nie zostało wznowione.
Skład i łamanie pisma w czasie jego wydawania wykonywało kolejno kilka różnych krakowskich oficyn. Druk przez długi czas (do numeru 51-52, listopad-grudzień 1994) wykonywał Zakład Graficzny AGH w Krakowie, a następnie Zakład Graficzny 3xP Sp. z o.o. Cena jednego egzemplarza wynosiła od 1500,- zł (zwiastun) i 2000,- zł (nr 2) do 10000,- zł (nr 51-52). Po denominacji i wprowadzeniu nowej złotówki cena egzemplarza wynosiła 1,50 zł. Począwszy od numeru 43-44 (marzec-kwiecień 1994) pismo ukazywało się dzięki dotacji z Ministerstwa Kultury i Sztuki.